# Sinistra Critica

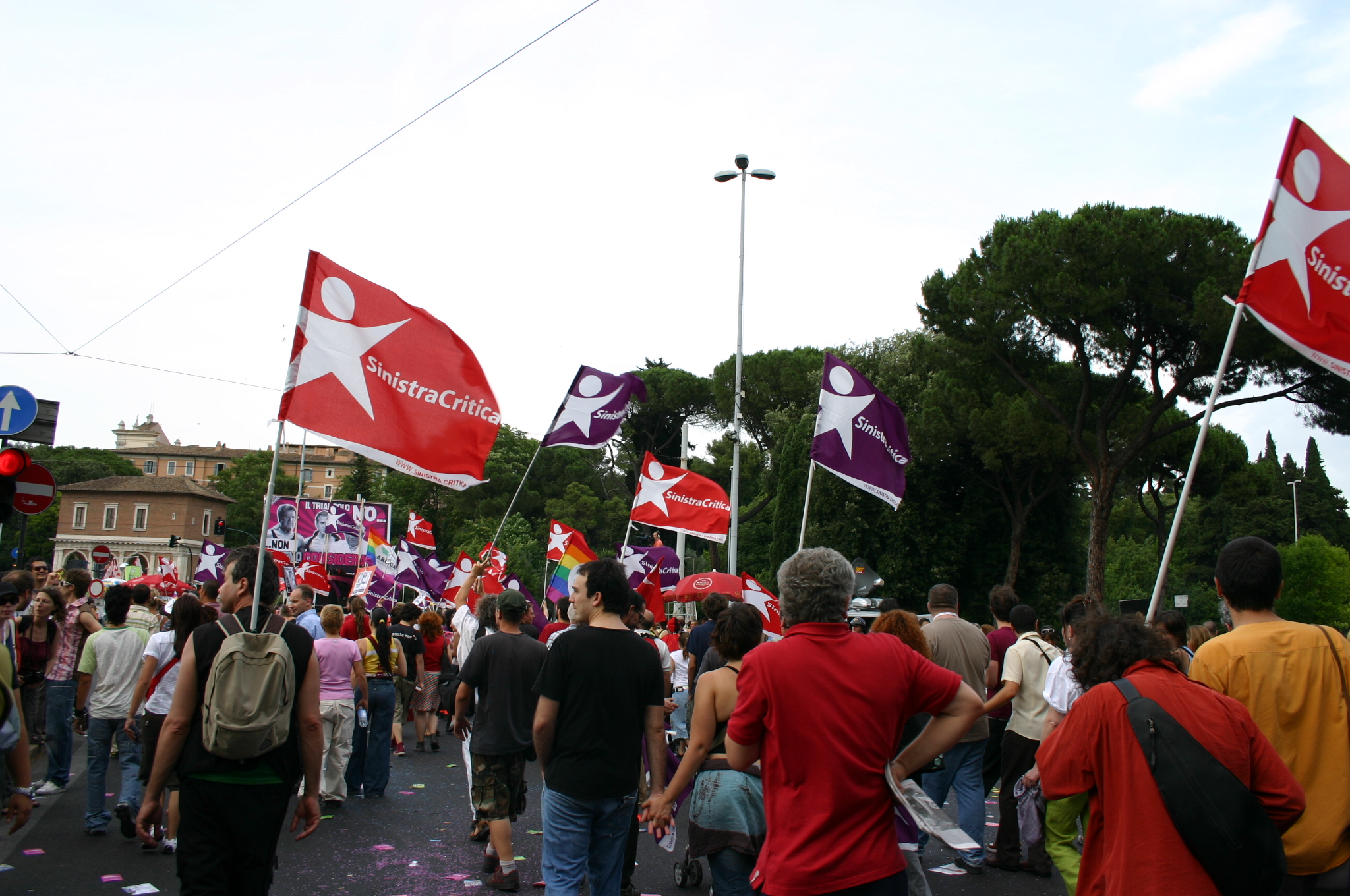
Banderas rojas y púrpuras de Izquierda Crítica. Roma, 2007.

Izquierda Crítica (en italiano: Sinistra Critica, abreviado SC) fue un partido político italiano de orientación trotskista. Fue fundado en 2007 de una escisión del Partido de la Refundación Comunista y desapareció en 2013.
El partido se definía anticapitalista, antifascista, ecologista y feminista; su objetivo declarado era la recomposición de una organización política unitaria y anticapitalista.

## Historia
Izquierda Crítica nació como corriente trotskista en el seno del Partido de la Refundación Comunista (PRC). El 8 de diciembre de 2007, sus miembros salieron del PRC para fundar un nuevo partido con el mismo nombre de la corriente; entre ellos, los senadores Luigi Malabarba y Franco Turigliatto, el diputado Salvatore Cannavò, Lidia Cirillo y Flavia D'Angeli.
En las elecciones generales de 2008, Izquierda Crítica obtuvo sólo el 0,46% de los votos (167.673) en la Cámara baja y el 0,42% (136.396 voti) en el Senado, sin elegir parlamentarios.
El 30 de julio de 2013, el partido decidió su disolución. De Izquierda Crítica nacieron dos nuevas organizaciones políticas: Izquierda Anticapitalista (Sinistra Anticapitalista), a la que se adhirió Franco Turigliatto, y Solidaridad Internacionalista (Solidarietà Internazionalista), implicada en el proceso de fundación de la red Communia Network, a la que se unieron Flavia D'Angeli, Luigi Malabarba y Piero Maestri.
Su órgano de expresión política era la publicación Erre.